# Alito di vampiro
Alito di vampiro (Vampire Breath) è il quarantanovesimo libro della collana horror per ragazzi Piccoli brividi dello scrittore R. L. Stine.

## Trama
Freddy e Cara sono due dodicenni che si danno arie da duri. Un giorno nel seminterrato di Freddy scoprono un passaggio segreto che li conduce a una stanza contenente una bara, a prima vista vuota. Trovano però nella cassa un fiaschetto azzurro con la scritta “Alito di Vampiro”. Lo aprono e una nebbia nauseante invade la stanza. E nel frattempo, nella bara appare un vampiro.
Questi si presenta ai ragazzi come il Conte Ala della Notte e afferma di essere giunto dal passato. Dice poi di essere assetato e cerca di mordere Freddy, ma si accorge di non avere i denti, né si ricorda dove li ha messi. Ha bisogno infatti dell’Alito di Vampiro per riacquistare la memoria. Quell’alito, spiega, conferisce ai vampiri diversi poteri, tra cui quello di poter viaggiare nel tempo. Ora deve quindi ritornare nel suo tempo per recuperare l’ultimo fiaschetto che gli è rimasto. Freddy usa allora l’alito rimasto nel fiaschetto per rimandare il Conte Ala della Notte nella sua epoca, ma accidentalmente anche lui e Cara vengono trasportati nel castello del conte, nel 1880.
Si ritrovano in una stanza piena di bare, da cui escono dei vampiri che si trasformano in pipistrelli e volano via dalla finestra, fortunatamente senza notare i ragazzi. Il Conte dice loro che ormai, trovandosi lì, non appena avrà recuperato il fiaschetto (che però non ricorda dove ha nascosto) e i suoi denti, li trasformerà in vampiri e loro rimarranno lì per sempre. Dopo aver capito che fuggire dal castello è impossibile, Freddy e Cara capiscono che la loro unica salvezza è trovare il fiaschetto prima che lo trovi il Conte. Durante la ricerca incontrano anche una ragazzina, Gwendolyn, che si finge loro amica e acconsente ad aiutarli a fuggire, ma poi si rivela essere un vampiro a sua volta. Solo l’arrivo del Conte consente loro di fuggire e di nascondersi in una stanza piena di fiaschetti vuoti. Infine, il Conte Ala della Notte ricorda di aver nascosto il fiaschetto con l’Alito di Vampiro proprio in quella stanza, il deposito dei vuoti. Dopo una lunga lotta con il Conte, Freddy e Cara riescono a impossessarsi dell’unico fiaschetto pieno e liberano l’Alito di Vampiro, riportando sé stessi e il Conte nel loro tempo. I tre si ritrovano quindi di nuovo nel seminterrato di Freddy, dove in quel momento arrivano anche i suoi genitori.
Ma a quanto sembra, i genitori di Freddy conoscono bene il Conte Ala della Notte. Sua madre afferma anzi che si tratta di suo padre, ovvero il nonno di Freddy. Lo rassicura, dicendogli di aver conservato i suoi denti in bagno. Informa anche Freddy che è lui stesso un vampiro, anche se dovrà aspettare ancora cento anni per avere i canini. Poi i tre volano via. Poco dopo Freddy e Cara trovano in un armadietto del bagno una boccetta con la scritta “Sudore di Lupo Mannaro”. La aprono accidentalmente e vengono colpiti dal liquido che contiene. Cara lancia un lungo ruggito. Che si stiano trasformando in lupi mannari?

## Adattamenti
Il libro è stato adattato per la serie televisiva Piccoli brividi nell'omonimo episodio, tradotto nella versione italiana "Respiro di vampiro". L'adattamento presenta alcune differenze con il libro:
- Mentre nel libro viene menzionato il bambino a cui fanno da baby-sitter Freddy e Cara, nell'episodio televisivo non ve n'è traccia.
- Nel libro Freddy e Cara sono amici, mentre nell'episodio televisivo sono due fratelli.
- Nel libro Freddy e Cara viaggiano nel tempo sino al XIX secolo. Nell'episodio televisivo invece ciò non avviene, e al posto del viaggio temporale è presente una scena totalmente diversa ambientata nella cantina della casa.

## Edizioni
- R. L. Stine, Alito di vampiro, traduzione di Cristina Scalabrini, collana Piccoli brividi, Arnoldo Mondadori Editore, 1998, pp. 142. ISBN 88-04-45700-7